# Kyros den yngre
Kyros den Yngre (persisk: کوروش (Kurush); græsk: Κύρος (Kyros); død 401 f.Kr.) var en persisk prins og hærfører. Han var søn af kong Dareios 2. og lillebror til Artaxerxes 2. Efter faderens død i 404 f.Kr. efterfulgte Artaxerxes ham som storkonge, men Kyros gjorde oprør og skaffede en hær af græske lejesoldater, som han førte mod sin bror for selv at blive konge. Oprøret slog imidlertid fejl, og Kyros blev dræbt i et slag mod Artaxerxes i 401 f.Kr.
Den græske historiker Xenophons værk Anabasis er hovedkilden til vores viden om Kyros' oprør og hans felttog med de græske soldater samt deres tilbagetog efter hans død. Desuden omtales felttoget af Ktesias og Plutarch.
1. ↑  Navnet er anført på engelsk og stammer fra Wikidata hvor navnet endnu ikke findes på dansk.
2. ↑  Navnet er anført på engelsk og stammer fra Wikidata hvor navnet endnu ikke findes på dansk.
3. ↑  Navnet er anført på engelsk og stammer fra Wikidata hvor navnet endnu ikke findes på dansk.
4. ↑  Navnet er anført på engelsk og stammer fra Wikidata hvor navnet endnu ikke findes på dansk.